# Lijst van spelers van SC Bastia
Deze lijst omvat voetballers die bij de Franse voetbalclub SC Bastia spelen of gespeeld hebben. De spelers zijn alfabetisch gerangschikt.

## A
- Anthony Abou Deraa
- Romain Achilli
- Ismael Addo
- Khaled Adenon
- Dominique Agostini
- Hassan Ahamada
- Sauveur Aiello
- Bruno Alicarte
- Nicolas Alnoudji
- Paulo Alves
- Florent André
- Pierre-Yves André
- Gaël Angoula
- Frédéric Antonetti
- Baptiste Anziani
- Hervé Anziani
- Salim Arrache
- Fabien Audard
- Pierre Aussu

## B
- Adama Ba
- Florian Baccarelli
- Gerard Bacconnier
- Louardi Badjika
- Joseph Barbato
- André Barthélémy
- Serisay Barthélémy
- Laurent Batlles
- Denis Bauda
- Claudio Beauvue
- Samir Beloufa
- Chaouki Ben Saada
- Yamen Ben Zekri
- Patrick Beneforti
- Pascal Berenguer
- Samir Bertin
- André Biancarelli
- Pierre Bianconi
- Philippe Billy
- René Bocchi
- Landry Bonnefoi
- Ryad Boudebouz
- Sadek Boukhalfa
- Ali Boumnijel
- Damien Bridonneau
- José Broissart
- Gianni Bruno
- Robert Buigues
- André Burkhardt

## C
- François Caffarel
- Yannick Cahuzac
- Pascal Camadini
- Hassoun Camara
- Zoumana Camara
- Jacques Canosi
- Laurent Casanova
- Marc-Kanyan Case
- Laurent Castro
- Benoît Cauet
- Jean-Louis Cazes
- Gilbert Ceccarelli
- Jean Cesto
- Michel Chaumeton
- Jean-Pierre Chaussin
- Malek Cherrad
- Julien Chevalier
- Pascal Chimbonda
- Jérémy Choplin
- Gilles Cioni
- José Clayton
- Henoch Conombo
- Alain Cornu
- Joris Correa
- Gary Coulibaly
- Kafoumba Coulibaly
- Jacques Cristofari
- Patrick Cubaynes
- Eric Cubilier

## D
- Issoumaïla Dao
- Frederic Darras
- Prince Daye
- Jean-Charles De Bono
- Jean-Marie De Zerbi
- Pierre Deblock
- Jean-Christophe Debu
- Christophe Deguerville
- Philippe Delaye
- Jean-Louis Desvignes
- Eric Dewilder
- Antoine Di Fraya
- Drissa Diakité
- Abdoulaye Diallo
- Abdoulaye Diallo
- Mounir Diane
- Alou Diarra
- Nicolas Dieuze
- Alexander Djiku
- Jean-Pierre Dogliani
- Pablo Dolci
- Cyril Domoraud
- Anto Drobnjak
- David Ducourtioux
- Darko Dunjić
- Eric Durand
- Dragan Džajić

## E
- Cyril Eboki Poh
- Rolland Ehrhardt
- Yves Ehrlacher
- Austin Ejide
- Yassin El-Azzouzi
- Michael Essien
- Paul Essola
- Jean-Jacques Etamé
- Jean-Jacques Eydelie

## F
- David Faderne
- Jacques Faty
- Mamadou Faye
- François Félix
- Demetrius Ferreira
- Bernard Ferrigno
- Alain Fiard
- Franck Fiawoo
- Gérard Fontana
- Laurent Fournier
- Georges Franceschetti
- Dominique Franchi
- Yves Frangini
- James Fullarton
- Jean-Marc Furlan

## G
- Christophe Gaffory
- Alexandre Garcia
- Olivier Garrido
- Ludovic Genest
- Florent Ghisolfi
- Gérard Gili
- Didier Gilles
- Guillaume Gillet
- Jules Goda
- Wilfried Gohel
- Yohan Gomez
- Jocelyn Gourvennec
- Andrés Miguel Grande
- Jean Grimaldi
- Thierry Gudimard
- Adel Guemari
- André Guesdon
- Hervé Guy

## H
- Bernt Haas
- Youssouf Hadji
- Féthi Harek
- Ferdinand Heidkamp
- Pierrick Hiard
- Hilton
- Jean-Louis Hodoul
- Lyes Houri
- Angelo Hugues

## I
- Simeï Ihily
- Ilan
- Samuel Inkoom

## J
- Daniel Jaccard
- Kevin Jacmot
- Florian Jarjat
- Fabrice Jau
- Nenad Jestrovic
- Cyril Jeunechamp
- Price Jolibois
- Franck Jurietti

## K
- N'Goy Eugène Kabongo
- Foued Kahlaoui
- Hervé Kambou
- Christian Karembeu
- Aboulaye Keita
- Claudiu Keșerü
- Wahbi Khazri
- Didier Knayer
- Famoussa Kone
- Ardian Kozniku
- Miloš Krasić
- Nebojsa Krupnikovic
- Bjørn Kvarme

## L
- Yann Lachuer
- Félix Lacuesta
- Jean Christophe Lamberti
- Bernard Lambourde
- Mickaël Landreau
- Jean-François Larios
- Lilian Laslandes
- Pierre Laurent
- Florent Laville
- Jean-Louis Leca
- Gilles Leclerc
- Philippe Levenard
- Alexandre Licata
- Hassan Lingani
- Bruno Lippini
- Matthias Llambrich
- Benjamin Longue
- Grégory Lorenzi
- Rémy Loret
- Jean-Louis Luccini

## M
- Bryan M'Bango
- Steve M'Bida
- Eric Gauthier Mahoto
- Arnaud Maire
- Yves Mangione
- Damián Manso
- Toifilou Maoulida
- Sylvain Marchal
- Paul Marchioni
- Louis Marcialis
- Eric Marester
- Pascal Mariini
- Nicolas Marin
- Yves Mariot
- Pierre Maroselli
- François Marque
- Patrice Marquet
- Johan Martial
- Nicolas Martinetti
- Maka Mary
- François Massimi
- Alain Masudi
- Florentin Matei
- Franck Matingou
- Florian Maurice
- David Mazzoncini
- Rachid Mekhloufi
- Nassim Mendil
- Frédéric Mendy
- Frédéric Mendy
- Mehdi Meniri
- Abdelkrim Merry Krimau
- Christophe Meslin
- Thierry Meyer
- Roger Milla
- Józef Młynarczyk
- Anthony Modeste
- François Modesto
- Alain Moizan
- Salim Moizini
- Laurent Moracchini
- Lubomir Moravčík
- Patrick Moreau
- Gerard Moresco
- Jean-Santos Muntubila
- Eric Mura
- Sony Mustivar

## N
- Lilian Nalis
- Frédéric Née
- Guy Niangbo
- Novaes
- Vic Nurenberg

## O
- Stéphane Odet
- Bartholomew Ogbeche
- Pascal Olmeta
- Charles Orlanducci

## P
- Julien Palmieri
- Olivier Pantaloni
- Ilija Pantelić
- Claude Papi
- José Pasqualetti
- Jose Pastinelli
- Paul Patrone
- Reynald Pedros
- Nicolas Penneteau
- Xavier Pentecôte
- Sébastien Pérez
- Désiré Periatambee
- Dan Petersen
- Ognjen Petrović
- Mariusz Piekarski
- Sébastien Piocelle
- Fabien Piveteau
- Raimondo Ponte
- Daniel Popovitch
- Michel Prost

## R
- Ljubiša Rajković
- Florian Raspentino
- Johnny Rep
- Wim Rijsbergen
- Mathieu Robail
- Jean-Jacques Rocchi
- Romain Rocchi
- Jean-Marc Rodolphe
- Bruno Rodriguez
- Christian N'Dri Romaric
- Cyril Rool
- Jérôme Rothen
- Piotr Rzepka

## S
- Julien Sablé
- Allan Saint-Maximin
- Amiran Sanaia
- Matthieu Sans
- Étienne Sansonetti
- Didier Santini
- David Sauget
- Nisa Saveljić
- Djibril Sidibé
- Ermin Šiljak
- Franck Silvestre
- Pierre-Francois Sodini
- Daniel Solas
- Gérard Soler
- Daniel Solsona
- Alex Song
- Lansama Soumah
- Morlaye Soumah
- Ousmane Soumah
- Sébastien Squillaci
- André Strappe
- David Suarez
- Piotr Świerczewski
- Idrissa Sylla

## T
- Thierry Taberner
- Alberto Tarantini
- Jonathan Téhoué
- Florian Thauvin
- Amara Traoré
- André Travetto

## U
- Cédric Uras

## V
- Tony Vairelles
- Bruno Valencony
- Patrick Valéry
- Franck Vandecasteele
- Greg Vanney
- Olivier Vannucci
- Gaëtan Varenne
- Jacky Vergnes
- Marius Vescolvali
- Grégory Vignal
- Thomas Vincensini
- Christophe Vincent

## W
- Laurent Weber
- Marc Weller

## Y
- Anthar Yahia
- Sambou Yatabaré
- Daniel Yeboah

## Z
- Yannick Zambernardi
- Stéphane Ziani
- Jacques Zimako